# アタマンティス (小惑星)

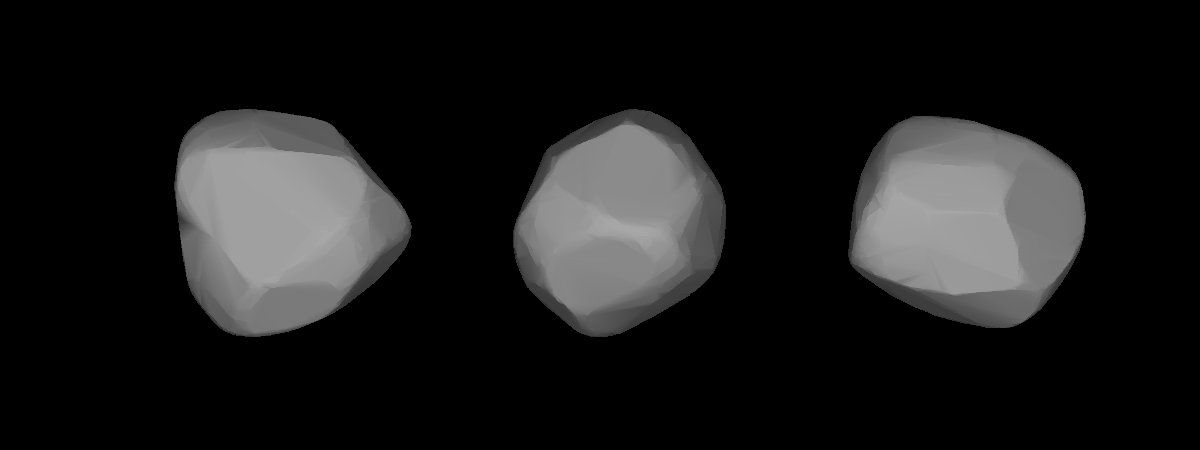
光度曲線の逆推定によるアタマンティスの3次元構造

アタマンティス (230 Athamantis) は、小惑星帯に位置する比較的大きなS型小惑星の一つ。
1882年9月3日にオーストリアの天文学者、レオ・アントン・カール・デ・バルによりドイツ、シュレースヴィヒ＝ホルシュタイン州の Bothkamp で発見された。彼が生涯で発見した唯一の小惑星である。
ギリシア神話に登場するオルコメノスの王アタマスの娘であるヘレの別名にちなんで命名された。